# Liste der Baudenkmale im Dortmunder Stadtbezirk Innenstadt-Nord
Die Liste der Baudenkmale im Dortmunder Stadtbezirk Innenstadt-Nord enthält die denkmalgeschützten Bauwerke auf dem Gebiet des Stadtbezirks Dortmund-Innenstadt-Nord in Nordrhein-Westfalen (Stand: 30. Januar 2025). Diese Baudenkmäler sind in der Denkmalliste der Stadt Dortmund eingetragen; Grundlage für die Aufnahme ist das Denkmalschutzgesetz Nordrhein-Westfalen (DSchG NRW).

Baudenkmäler sind „Denkmäler, die aus baulichen Anlagen oder Teilen baulicher Anlagen bestehen.“ Die Denkmalliste der Stadt Dortmund umfasst im Stadtbezirk Innenstadt-Nord 118 Baudenkmäler, darunter 65 Wohnhäuser oder -siedlungen, 33 Wohn- und Geschäftshäuser, sechs Sakralbauten, fünf Industrieanlagen, drei öffentliche Gebäude, je zwei Geschäftshäuser und Verkehrsanlagen sowie zwei Parkanlagen.
Der Stadtbezirk Innenstadt-Nord umfasst den innerstädtischen Bereich nördlich des historischen Stadtkerns, die sogenannte Nordstadt um Borsigplatz, Hafen und Nordmarkt.

## Liste der Baudenkmäler
Die Liste umfasst falls vorhanden eine Fotografie des Denkmals, als Bezeichnung falls vorhanden den Namen, sonst kursiv den Gebäudetyp, die Adresse sowie die Eintragungsnummer der Denkmalbehörde der Stadt Dortmund. Der Name entspricht dabei der Bezeichnung durch die Denkmalbehörde der Stadt Dortmund. Abkürzungen wurden teilweise zum besseren Verständnis aufgelöst, die Typografie an die in der Wikipedia übliche angepasst und Tippfehler korrigiert.

| Bild           | Bezeichnung                                                              | Lage                                                   | Beschreibung | Bauzeit         | Eingetragen seit | Denkmal- nummer |
| -------------- | ------------------------------------------------------------------------ | ------------------------------------------------------ | --- | --------------- | ---------------- | --------------- |
| weitere Bilder | Wohnhaus                                                                 | Feldherrnstraße 3 Karte                                | Das 1911 durch den Zimmermeister Franz Grupe errichtete Gebäude ist ein wichtiges Zeugnis der vom Heimatstil durchdrungenen Architektur. | 1911            | 1989-09-21       | A 0061          |
| weitere Bilder | Wohnhaus                                                                 | Bergmannstraße 9 Karte                                 | Das Gebäude wurde 1903 errichtet, im Zweiten Weltkrieg teilweise beschädigt und 1950 wiederhergestellt. | 1903            | 1989-09-21       | A 0062          |
| weitere Bilder | Wohnhaus                                                                 | Bornstraße 143 Karte                                   | Das Gebäude wurde 1909 durch den Architekten Gustav Wilbrink für Fr. C. Pohl errichtet. Die Fenster in den Obergeschossen sind original erhalten. | 1909            | 1989-09-21       | A 0063          |
| weitere Bilder | Wohnhaus                                                                 | Kielstraße 1 Karte                                     | Das Gebäude wurde 1902 im Auftrag des Arztes Hermann Pless von dem Architekten Körte im Stil des Neorokoko erbaut. Die Haustür im Erdgeschoss und das Treppenhaus mit Türen, Geländer und Stufen sind original erhalten. | 1902            | 1989-09-21       | A 0064          |
| weitere Bilder | Wohnhaus                                                                 | Robertstraße 21 Karte                                  | Das Gebäude wurde 1896 durch A. Schlexer errichtet. | 1896            | 1989-09-21       | A 0065          |
| weitere Bilder | Wohnhaus                                                                 | Bergmannstraße 3 Karte                                 | Das 1903 durch den Bauunternehmer Wilhelm Kästner errichtete Wohnhaus mit Jugendstildekor besitzt ein original erhaltenes Treppenhaus. | 1903            | 1989-09-26       | A 0094          |
| weitere Bilder | Wohnhaus                                                                 | Bergmannstraße 7 Karte                                 | Das Wohnhaus wurde 1903 durch den Bauunternehmer Wilhelm Köster im Stil des Neoklassizismus errichtet. | 1903            | 1989-09-26       | A 0095          |
| weitere Bilder | Wohn- und Geschäftshaus                                                  | Bornstraße 99 Karte                                    | Das Gebäude wurde 1904 durch den Bauunternehmer J. Becker für den Wirt Louis Lübbert im Stil der Neorenaissance errichtet. | 1904            | 1989-09-26       | A 0096          |
| weitere Bilder | Wohnhaus                                                                 | Bornstraße 139 Karte                                   | Das Wohnhaus wurde 1909 durch den Architekten Gustav Wilbrink für den Schreinermeister Johann Meyer errichtet. | 1909            | 1989-09-26       | A 0097          |
| weitere Bilder | Wohnhaus                                                                 | Bornstraße 141 Karte                                   | Das Gebäude wurde 1902 durch den Architekten Gustav Wilbrink für Fr. C. Pohl im Stil des Neobarocks errichtet. | 1907            | 1989-09-26       | A 0098          |
| weitere Bilder | Wohn- und Geschäftshaus                                                  | Bornstraße 144 Karte                                   | Das Gebäude wurde 1911 durch das Baugeschäft Grävinghoff & Reinhard errichtet. | 1911            | 1989-05-26       | A 0099          |
| weitere Bilder | Wohnhaus                                                                 | Bornstraße 145 Karte                                   | Das Gebäude wurde 1911 durch den Architekten Jean Hoffmanns für den Bauunternehmer Heinrich Dewenter errichtet. | 1911            | 1989-09-26       | A 0100          |
| weitere Bilder | Wohn- und Geschäftshaus                                                  | Bornstraße 147 Brunnenstraße 72 Karte                  | Das 1911 erbaute Gebäude wurde zusammen mit dem Haus Brunnenstraße 72 in spiegelbildlicher Form konzipiert. Die Fassaden lehnen sich stilistisch an neobarockes Formengut an. | 1911            | 1989-10-16       | A 0103          |
| weitere Bilder | Wohn- und Geschäftshaus                                                  | Borsigplatz 2 Karte                                    | Das Gebäude wurde 1905 errichtet, 1910 wurde die seitliche Rundfahrt zum Hinterhof ergänzt. | 1905            | 1989-10-16       | A 0104          |
| weitere Bilder | Wohn- und Geschäftshaus                                                  | Borsigplatz 7 Karte                                    | Das 1913 nach einem Entwurf des Architekten Keppeler errichtete Gebäude war Teil der einheitlichen Planung des Areals Schlosserstraße, Borsigstraße und Borsigplatz 7. | 1913            | 1989-10-16       | A 0105          |
| weitere Bilder | Wohn- und Geschäftshaus                                                  | Borsigplatz 9 Karte                                    | Das Gebäude entstand wahrscheinlich erst 1923 nach Plänen aus dem Jahr 1913 mit Änderungen bezüglich der Fassaden in 1922. Es ist Teil einer einheitliche Planung für die Eisen- und Stahlwerke Hoesch AG. | 1923            | 1989-10-16       | A 0106          |
| weitere Bilder | Wohn- und Geschäftshaus                                                  | Borsigplatz 12 Karte                                   | Das Gebäude wurde 1899 durch den Bauunternehmer und Maurermeister Carl Apel errichtet. | 1899            | 1989-10-16       | A 0107          |
| weitere Bilder | Wohn- und Geschäftshaus                                                  | Borsigstraße 70 Karte                                  | Das 1913 nach einem Entwurf des Architekten Keppeler errichtete Gebäude war Teil der einheitlichen Planung des Areals Schlosserstraße, Borsigstraße und Borsigplatz 7. | 1913            | 1989-10-16       | A 0108          |
| weitere Bilder | Wohn- und Geschäftshaus                                                  | Borsigstraße 65 Karte                                  | Das Gebäude wurde 1904 errichtet, 1910–1911 erfolgte der Bau des zugehörigen Automobilschuppens. | 1904            | 1989-10-16       | A 0109          |
| weitere Bilder | Wohnhaus                                                                 | Brackeler Straße 2 Karte                               | Das Gebäude wurde 1902 durch den Bauunternehmer Carl Apel zusammen mit den Häusern Brackeler Straße 4–12 errichtet. | 1902            | 1989-10-16       | A 0110          |
| weitere Bilder | Wohnhaus                                                                 | Brackeler Straße 4 Karte                               | Das Gebäude wurde 1902 durch den Bauunternehmer Carl Apel zusammen mit den Häusern Brackeler Straße 2 und Brackeler Straße 6–12 errichtet. Mit seiner Jugendstilfassade hat es eine ähnliche Fassadengestaltung wie das Haus Brackeler Straße 6. | 1902            | 1989-10-16       | A 0111          |
| weitere Bilder | Wohnhaus                                                                 | Brackeler Straße 6 Karte                               | Das Gebäude wurde 1902 durch den Bauunternehmer Carl Apel zusammen mit den Häusern Brackeler Straße 2–4 und Brackeler Straße 8–12 errichtet. Seine Jugendstilfassade ähnelt sehr der Fassade des Hauses Brackeler Straße 4. | 1902            | 1989-10-16       | A 0112          |
| weitere Bilder | Wohnhaus                                                                 | Brackeler Straße 8 Karte                               | Das Gebäude wurde 1902 durch den Bauunternehmer Carl Apel zusammen mit den Häusern Brackeler Straße 2–6 und Brackeler Straße 10–12 errichtet. | 1902            | 1989-10-16       | A 0113          |
| weitere Bilder | Wohnhaus                                                                 | Brackeler Straße 10 Karte                              | Das Gebäude wurde 1902 durch den Bauunternehmer Carl Apel zusammen mit den Häusern Brackeler Straße 2–8 und Brackeler Straße 12 errichtet. | 1902            | 1989-10-16       | A 0114          |
| weitere Bilder | Wohnhaus                                                                 | Brackeler Straße 12 Karte                              | Das Gebäude wurde 1902 durch den Bauunternehmer Carl Apel zusammen mit den Häusern Brackeler Straße 2–10 errichtet. | 1902            | 1989-10-16       | A 0115          |
| weitere Bilder | Wohnhaus                                                                 | Braunschweiger Straße 2 Karte                          | Das Gebäude wurde 1902 durch den Bauunternehmer Heinrich Sander errichtet. Seine Fassade zeigt Stilmerkmale der Architektur des Übergangs von der Spätgotik zur Frührenaissance und flächenfüllende Jugendstilstuckdekorationen. | 1902            | 1989-10-16       | A 0116          |
| weitere Bilder | Wohnhaus                                                                 | Braunschweiger Straße 3 Karte                          | Das 1905 durch den Bauunternehmer Heinrich Sander errichtete Wohnhaus besitzt eine Fassade im Jugendstil. | 1905            | 1989-10-16       | A 0117          |
| weitere Bilder | Wohnhaus                                                                 | Braunschweiger Straße 4 Karte                          | Das Gebäude wurde 1901 durch den Bauunternehmer Heinrich Sander errichtet. Die Fassade zeigt Stilmerkmale des Übergangs von der Spätgotik zur Frührenaissance. | 1901            | 1989-10-16       | A 0118          |
| weitere Bilder | Wohnhaus                                                                 | Braunschweiger Straße 5 Karte                          | Das Gebäude wurde 1908 nach einem Entwurf des Architekten Jean Hoffmanns für den Zimmermeister Wilhelm Köstner errichtet. | 1908            | 1989-10-16       | A 0119          |
| weitere Bilder | Wohnhaus                                                                 | Braunschweiger Straße 9 Karte                          | Die Fassade des 1911 von dem Architekten Gustav Wilbrink für den Zimmermeister Wilhelm Köstner errichteten Wohnhauses ist in der Formensprache des Reformstils gestaltet. | 1911            | 1989-10-16       | A 0120          |
| weitere Bilder | Wohnhaus                                                                 | Braunschweiger Straße 11 Karte                         | Das Gebäude wurde 1910 nach Entwürfen des Architekten Gustav Wilbrink für den Zimmermeister Wilhelm Köstner errichtet. | 1910            | 1989-10-16       | A 0121          |
| weitere Bilder | Wohnhaus                                                                 | Braunschweiger Straße 13 Karte                         | Das Gebäude wurde 1912 nach Entwürfen des Architekten Jean Hoffmanns für den Zimmermeister Wilhelm Köstner errichtet. | 1912            | 1989-10-16       | A 0122          |
| weitere Bilder | Wohnhaus                                                                 | Braunschweiger Straße 15 Karte                         | Das Gebäude wurde 1912 nach Entwürfen des Architekten Jean Hoffmanns für den Zimmermeister Wilhelm Köstner errichtet. | 1912            | 1989-10-16       | A 0123          |
| weitere Bilder | Wohnhaus                                                                 | Braunschweiger Straße 16 Karte                         | Das Gebäude wurde 1906 nach Entwürfen des Architekten Rudolf Franke für den Zimmermeister Wilhelm Köstner errichtet. | 1906            | 1989-10-16       | A 0124          |
| weitere Bilder | Wohnhaus                                                                 | Braunschweiger Straße 18 Karte                         | Das Gebäude wurde 1906 nach Entwürfen des Architekten Rudolf Franke für den Zimmermeister Wilhelm Köstner in der Formensprache des Jugendstils errichtet. | 1906            | 1989-10-16       | A 0125          |
| weitere Bilder | Wohnhaus                                                                 | Brunnenstraße 30 Karte                                 | Das Gebäude wurde 1906 durch den Bauunternehmer H. Holtmann errichtet. Seine Fassade hat reichen Jugendstildekor. | 1906            | 1989-10-16       | A 0126          |
| weitere Bilder | Wohnhaus                                                                 | Brunnenstraße 34 Karte                                 | Das Gebäude wurde 1906 durch den Bauunternehmer H. Holtmann errichtet. | 1906            | 1989-10-16       | A 0127          |
| weitere Bilder | Wohn- und Geschäftshaus                                                  | Feldherrnstraße 1 Karte                                | Das Gebäude wurde 1912 durch den Bauunternehmer Oskar Heumüller errichtet. Die Fassade zeigt charakteristische Merkmale des aufkommenden Reformstils. | 1912            | 1989-10-16       | A 0129          |
| weitere Bilder | Wohn- und Geschäftshaus                                                  | Burgholzstraße 34 Karte                                | Das Gebäude wurde um 1900 durch den Architekten Wiemer für Carl Gossmann errichtet. Die Fassaden sind Stil des Neobarocks gestaltet. | um 1900         | 1989-10-16       | A 0130          |
| weitere Bilder | Wohn- und Geschäftshaus                                                  | Burgholzstraße 44 Karte                                | Das Gebäude wurde 1903 durch Carl Pohl als Wohn- und Geschäftshaus mit Jugendstilfassade errichtet. | 1903            | 1989-10-16       | A 0131          |
| weitere Bilder | Wohn- und Geschäftshaus                                                  | Burgholzstraße 46 Karte                                | Das Gebäude wurde 1903 durch den Architekten Gustav Adolf Riedl für Carl Pohl als Wohn- und Geschäftshaus mit gotisierenden Formen in der Fassadengestaltung errichtet. | 1903            | 1989-10-16       | A 0132          |
| weitere Bilder | Wohnhaus                                                                 | Burgholzstraße 48 Karte                                | 1904 ließ sich Carl Pohl dieses Wohnhaus mit Fassadendekor im Stil des Neobarocks bauen. | 1904            | 1989-10-16       | A 0133          |
| weitere Bilder | Wohnhaus                                                                 | Burgholzstraße 50 Karte                                | Das Gebäude wurde 1904 durch den Architekten Gustav Wilbrink für Carl Pohl errichtet. | 1904            | 1989-10-16       | A 0134          |
| weitere Bilder | Wohnhaus                                                                 | Burgholzstraße 52 Karte                                | Das Gebäude wurde 1904 durch den Architekten Gustav Wilbrink für Carl Pohl errichtet. Bei der Fassadengestaltung erfolgte eine Verschmelzung von neobarockem Formengut und Jugendstildekor. | 1904            | 1989-10-16       | A 0135          |
| weitere Bilder | Wohnhaus                                                                 | Feldherrnstraße 5 Karte                                | Das Gebäude wurde 1911 mit der Verwendung von spätbarocken Motiven bei der Fassadendekoration durch den Bauunternehmer Franz Grupe errichtet. | 1911            | 1989-10-16       | A 0136          |
| weitere Bilder | Wohnhaus                                                                 | Feldherrnstraße 7 Karte                                | Das Gebäude wurde 1912 durch den Bauunternehmer Franz Gaupe errichtet. | 1912            | 1989-10-16       | A 0137          |
| weitere Bilder | Wohnhaus                                                                 | Flurstraße 33 Karte                                    | Das Gebäude wurde 1910 durch den Architekten Wilhelm van Koten für Robert Schmalenberg errichtet. Es zeigt Stilmerkmale des Neobarocks. | 1910            | 1989-10-16       | A 0138          |
| weitere Bilder | Wohnhaus                                                                 | Flurstraße 35 Karte                                    | Das Gebäude wurde 1910 durch den Architekten Wilhelm van Koten für Robert Schmalenberg mit Stilelementen des Neobarocks errichtet. | 1910            | 1989-10-16       | A 0139          |
| weitere Bilder | Wohnhaus                                                                 | Gneisenaustraße 75 Karte                               | Das Gebäude wurde 1927 durch den Architekten Dietrich Köster für den Arzt Paul Linsmann als Wohnhaus errichtet. Stilistisch ist die Architektur dem Neuen Bauen zuzuordnen. | 1927            | 1989-10-16       | A 0140          |
| weitere Bilder | Wohn- und Geschäftshaus                                                  | Bornstraße 142 Karte                                   | Das Gebäude wurde 1907 durch den Maurermeister Julius Schmitt errichtet. Die Fassade ist vielfältig ausgestaltet unter Vermischung von verschiedenen Stilmerkmalen. | 1907            | 1989-10-16       | A 0141          |
| weitere Bilder | Wohnhaus                                                                 | Heroldstraße 28 Karte                                  | Das Gebäude wurde 1896 durch den Bauunternehmer Heinrich Sande mit einer Putz-Klinker-Fassade unter Verwendung von Renaissanceformen errichtet. | 1896            | 1989-10-23       | A 0149          |
| weitere Bilder | Wohn- und Geschäftshaus                                                  | Heroldstraße 56 Karte                                  | Das Gebäude wurde 1897 durch den Bauunternehmer Oskar Wolfram im Stil des Neobarocks errichtet. | 1897            | 1989-10-23       | A 0150          |
| weitere Bilder | Wohnhaus                                                                 | Holsteiner Straße 8 Karte                              | Das Gebäude wurde 1904 durch den Architekten Jean Hoffmanns für den Bauunternehmer Wilhelm Weltermann mit Jugendstilfassade errichtet. | 1904            | 1989-10-23       | A 0151          |
| weitere Bilder | Wohnhaus                                                                 | Johanna-Melzer-Straße 26 Karte                         | Das Gebäude wurde 1905 durch die Unternehmer Heinrich Holtmann und Rudolf Sagel mit Fassadendekoration im Jugendstil errichtet. | 1905            | 1989-10-23       | A 0152          |
| weitere Bilder | Wohn- und Geschäftshaus                                                  | Lortzingstraße 4 Karte                                 | Um 1900 wurde das Gebäude durch den Architekten Adolf Schelkmann für Gustav Exter mit Fassadendekoration im Jugendstil errichtet. | um 1900         | 1989-10-23       | A 0153          |
| weitere Bilder | Wohn- und Geschäftshaus                                                  | Münsterstraße 161 Karte                                | Das Gebäude wurde 1909 durch den Architekten G. Löwen für Karl Alting in der Art des Reformstils unter Verwendung neobarocken Formenguts errichtet. | 1909            | 1989-10-23       | A 0154          |
| weitere Bilder | Wohnhaus                                                                 | Nordmarkt 19 Karte                                     | Das Gebäude wurde 1899 durch den Bauunternehmer Heinrich Sander für Franz Tiemann unter Verwendung von gotisierenden Stilelementen spiegelbildlich mit dem Haus Nordmarkt 21 konzipiert. | 1899            | 1989-10-23       | A 0155          |
| weitere Bilder | Wohn- und Geschäftshaus                                                  | Nordmarkt 24 Karte                                     | Das Gebäude wurde 1911 von den Architekten Hüser und Schmidt für Gustav Borghoff mit einer Fassade im Reformstil unter Verarbeitung barocker Bauideen errichtet. Es bildet mit dem Haus Nordmarkt 26 eine stilistische Einheit. | 1911            | 1989-10-23       | A 0159          |
| weitere Bilder | Wohn- und Geschäftshaus                                                  | Nordstraße 52 Karte                                    | Das Gebäude wurde 1894 von dem Architekten F. Nevsling für Albrecht Sieke im Stil der Neorenaissance errichtet. | 1894            | 1989-10-23       | A 0160          |
| weitere Bilder | Wohn- und Geschäftshaus                                                  | Oesterholzstraße 41 Karte                              | Das Gebäude wurde 1905 durch den Bauunternehmer H. Wietfeld errichtet. | 1905            | 1989-10-23       | A 0161          |
| weitere Bilder | Wohn- und Geschäftshaus                                                  | Oesterholzstraße 51/53 Wambeler Straße 4 Karte         | Das Gebäude wurde 1906 vom Spar- und Bauverein im Zug eines einheitlich geplanten Wohnblocks errichtet. Seine Fassaden sind mit vom Jugendstil beeinflussten Ornamenten geschmückt und sonst im Stil der Neorenaissance am Übergang zum Neobarock gehalten. | 1906            | 1989-10-23       | A 0162          |
| weitere Bilder | Wohnhaus                                                                 | Oesterholzstraße 103 Karte                             | Das Gebäude wurde 1896 für den Bauunternehmer Ludwig Kistner als Wohn- und Geschäftshaus errichtet. | 1896            | 1989-10-23       | A 0163          |
| weitere Bilder | Wohn- und Geschäftshaus                                                  | Oestermärsch 83 Karte                                  | Das Gebäude wurde 1909–1910 durch den Architekten August Wittmann für den Gastwirt Heinrich Herzog als Wohn- und Geschäftshaus errichtet. | 1909–1910       | 1989-10-23       | A 0164          |
| weitere Bilder | Wohnhaus                                                                 | Robertstraße 17 Karte                                  | Das 1901 als Erweiterungsbau zum Gebäude Oesterholzstraße 103 nach Entwurfszeichnungen des Architekten Heinrich Gockel erbaute Gebäude besitzt eine Fassade mit Stilelementen der Neorenaissance. | 1901            | 1989-10-23       | A 0165          |
| weitere Bilder | Wohnhaus                                                                 | Robertstraße 19 Karte                                  | 1898 errichtete Heinrich Sommer dieses Wohnhaus für sich selbst. 1934 erfolgte ein Umbau der Fassade durch Verkleinerung der Schaufenster im Erdgeschoss für einen Wohnungseinbau. | 1898            | 1989-10-23       | A 0166          |
| weitere Bilder | Wohnhaus                                                                 | Robertstraße 22 Karte                                  | Das 1896 durch den Bauherrn Oskar Wolfram errichtete Wohnhaus besitzt Fassaden mit Stilelementen der Neorenaissance. 1935 erfolgte die Errichtung von Anbauten und Ställen im Hofbereich. Das Haus bildet mit Robertstraße 24 eine Einheit. | 1896            | 1989-10-23       | A 0167          |
| weitere Bilder | Wohnhaus                                                                 | Robertstraße 23 Karte                                  | Das 1896 durch den Bauherrn Friedrich Lüdemann errichtete Wohnhaus besitzt eine Fassade mit Stilelementen der Neorenaissance. 1906 wurden die Wohnungen im Hof angebaut und ein Vorgarten angelegt. | 1896            | 1989-10-23       | A 0168          |
| weitere Bilder | Wohnhaus                                                                 | Robertstraße 24 Karte                                  | Das 1896 für den Bauherrn Oskar Wolfram als Wohnhaus errichtete Gebäude besitzt eine Fassade mit Stilelementen der Neorenaissance. | 1896            | 1989-10-23       | A 0169          |
| weitere Bilder | Wohnhaus                                                                 | Robertstraße 26 Karte                                  | Das 1896 durch den Bauherrn Oskar Wolfram errichtete Wohnhaus besitzt eine Fassade mit Stilelementen der Neorenaissance; bemerkenswert ist die Tür in der Toreinfahrt. | 1896            | 1989-10-23       | A 0170          |
| weitere Bilder | Wohnhaus                                                                 | Stahlwerkstraße 35 Karte                               | Das Gebäude wurde 1903 von dem Architekten Weiße für den Bauherrn Franz Lübbe als Wohnhaus errichtet. Die Fassade ist in einer Spielart des Jugendstils gestaltet. | 1903            | 1989-10-23       | A 0171          |
| weitere Bilder | Wohn- und Geschäftshaus                                                  | Stahlwerkstraße 37 Karte                               | Das 1903 durch den Architekten Weiße für den Bauherrn Franz Lübbe errichtete Wohn- und Geschäftshaus besitzt eine Fassade im Stil der Neorenaissance. | 1903            | 1989-10-23       | A 0172          |
| weitere Bilder | Wohnhaus                                                                 | Stollenstraße 3 Karte                                  | Das 1904 durch den Architekten Hugo Wienand für Karl Harde errichtete Wohnhaus besitzt eine Fassade mit Stilmerkmalen der Spätgotik und Frührenaissance. | 1904            | 1989-10-23       | A 0173          |
| weitere Bilder | Wohn- und Geschäftshaus                                                  | Stollenstraße 5 Karte                                  | Das 1904 durch den Architekten Hugo Wienand für Karl Harde errichtete Wohnhaus besitzt eine Fassade mit Stilmerkmalen der Neogotik, jedoch auch einem barocken Gesimsabschluss des Erkers. | 1904            | 1989-10-23       | A 0174          |
| weitere Bilder | Wohn- und Geschäftshaus                                                  | Stollenstraße 8 Karte                                  | 1905 errichtete H. Sander dieses Wohn- und Geschäftshaus mit Jugendstilfassade auf eigene Rechnung. | 1905            | 1989-10-23       | A 0175          |
| weitere Bilder | Wohnhaus                                                                 | Bergmannstraße 5 Karte                                 | Das Gebäude wurde 1903 durch den Bauunternehmer Wilhelm Kästner errichtet. Es besitzt eine geputzte Fassade im Neubiedermeier mit spätklassizistischen Zitaten. | 1903            | 1989-11-09       | A 0241          |
| weitere Bilder | katholische Kirche St. Aposteln                                          | Clemens-Veltum-Straße 100 Karte                        | Die Kirche wurde 1899–1902 nach Plänen des Berliner Architekten August Menken in neugotischen Formen errichtet. Das im Zweiten Weltkrieg abgebrannte Pfarrhaus neben der Kirche wurde 1946 in vereinfachter Form wiederaufgebaut. Die Einfriedung aus der Erbauungszeit, ein schmiedeeisernes Gitter auf gemauertem Sockel, ist nur noch in Resten vorhanden. | 1899–1902       | 1989-11-09       | A 0254          |
| weitere Bilder | Verwaltungsgebäude Rhenus / WTAG                                         | Mallinckrodtstraße 320 Karte                           | Das Verwaltungsgebäude wurde 1912–1913 für die Westfälische Transport-Actien-Gesellschaft von den Architekten Hugo Steinbach und Paul Lutter errichtet. Insgesamt stellt der erste Bauabschnitt ein typisches Beispiel des vereinfachten Monumentalstils im Verwaltungsbau zwischen 1900 und 1914 dar. Ein 1934 bis 1935 angefügter Erweiterungsbau von sechs Achsen an der Mallinckrodtstraße wurde 1948 in leicht veränderter Form wiederhergestellt. | 1912–1913       | 1989-11-09       | A 0255          |
| weitere Bilder | Sudhaus und Verwaltungsgebäude der ehemaligen Hansa-Brauerei             | Steigerstraße 14 Karte                                 | 1884 ließ sich die Bierbrauerei des Eduard Habich nahe der Zeche Kaiserstuhl II nieder. Anfangs als Borussia-Brauerei, dann als Aktiengesellschaft ab 1902 unter der Firma Hansa-Brauerei entwickelte sie sich zu einer der sechs Großbrauereien Dortmunds. Der Bauantrag für das Sudhaus wurde am 29. Juli 1917 von dem Zivilingenieur W. Moog eingereicht. Im Erdgeschoss ist das Herzstück der Bierproduktion mit den vier kupfernen Sudkesseln besonders reich mit gewölbten Stuckdecken, Wandmosaiken, Treppen- und Brüstungsgeländer sowie Lampen und Armaturen in reichem Jugendstil geschmückt. Die äußere Gestaltung hat der Architekt ganz im Stil des Historismus im Anklang an den Formenkanon des Neoklassizismus vorgenommen. Das Verwaltungsgebäude wurde von dem Architekturbüro D. & K. Schulze 1914 im Anklang zu neoklassizistischen Formen in der Reformarchitektur erbaut. Eine spätere Erweiterung nach Osten ist Bestandteil des Denkmals. Der Bau zeichnet sich aus durch sorgfältige Durchformung selbst kleinster Details. | ab 1917         | 1989-11-09       | A 0256          |
| weitere Bilder | Wohn- und Geschäftshaus                                                  | Wambeler Straße 65 Karte                               | Das Gebäude wurde 1902 als Wohnhaus mit Blumenladen für den Gärtner Karl Dördelmann errichtet. Die Fassadengestaltung ist neugotisch vermischt mit renaissancistischen Elementen und beeinflusst von Jugendstilelementen. 1929 wurde eine zusätzliche Gewächshausanlage auf dem Hinterland errichtet. | 1902            | 1989-11-09       | A 0257          |
| weitere Bilder | evangelische Pauluskirche                                                | Schützenstraße 35 Karte                                | Die Kirche wurde 1892 in neugotischen Formen nach Entwürfen des Berliner Architekten Karl Doflein errichtet. | 1892            | 1989-11-28       | A 0284          |
| weitere Bilder | Platzanlage des Borsigplatzes                                            | Borsigplatz Karte                                      | Nach einem Stadtbauplan von 1898 sollten mehr als elf Plätze im weiteren Umfeld der Kernstadt den einzelnen Stadtteilen ihren prägenden Charakter verleihen. Nur zwei davon wurden in den geplanten Abmessungen verwirklicht. Der Borsigplatz war zu diesem Zeitpunkt bereits Knotenpunkt mehrerer Straßen. Geplant wurde ein runder Platz mit sechs Straßeneinmündungen, an dem Gebäude mit breiten, raumbildenden Fronten errichtet werden konnten. Der Freiplatz mit seiner begrünten Mittelinsel mit Baumbestand und der darum führenden Ringverkehrslösung mit sechs sternförmig davon abgehenden Straßen ist ortsbildprägend als städtebaulicher Schwerpunkt. | um 1898         | 1989-11-30       | A 0296          |
| weitere Bilder | Helmholtz-Gymnasium                                                      | Münsterstraße 122/124 Karte                            | Das Gebäude wurde 1905 vom Städtischen Hochbauamt geplant und 1907 fertiggestellt. Rechts an das Schulgebäude angebaut ist das ungefähr gleichzeitig errichtete ehemalige Direktorwohnhaus, das in der äußeren Gestaltung dem Schulbau folgt. | 1905–1907       | 1989-11-30       | A 0297          |
| weitere Bilder | Wohnhaus                                                                 | Borsigstraße 54 Karte                                  | Das Gebäude wurde 1913 als Einfamilienhaus mit Arztpraxis erbaut. Die Fassade zeigt Anklänge an klassizistisches Formengut in derber Ausführung. | 1913            | 1990-05-07       | A 0374          |
| weitere Bilder | Wohn- und Geschäftshaus                                                  | Nordmarkt 26 Karte                                     | Das Gebäude wurde 1911 durch die Architekten Hüser und Schmidt für den Bauherrn Julius von Rötel als Wohn- und Restaurationsgebäude errichtet. | 1911            | 1990-07-10       | A 0387          |
| weitere Bilder | ehemaliges Straßenbahndepot                                              | Schützenstraße 237 Immermannstraße 29, 39/41 Karte     | Das Hauptwerkstattgebäude wurde 1915–1916 durch die Architekten Philipp Bachmann und Karl Pinno als Depot und Werkstatt der Straßenbahn mit Hauptfront in Anlehnung an klassizistisches Formengut errichtet. Der ursprünglicher Arbeitsablauf ist u. a. durch die längs der Achse fahrende Schiebebühne (Transportbühne) noch ablesbar. 1929 erfolgte eine Aufstockung des westlichen Flügelkopfes durch die Architekten Karl Pinno und Peter Grund. Die östlichen Anbauten an das Hauptwerkstattgebäude (Entwurf von 1925) dienten als Geräte- und Lagerraum sowie als Garage. Gleichzeitig mit der Hauptwerkstatt entstanden Torhäuser mit konvex ausgebildeter Ecklösung zur Immermannstraße nach Entwurf der Architekten Bachmann und Pinno, von denen nur das westliche erhalten ist. Westlich an das Torhaus schließen sich zwei Wohnbauten an, die ursprünglich für den Werkmeister und anderes Personal gedacht waren. | 1915–1916, 1929 | 1990-10-23       | A 0403          |
| weitere Bilder | Altes Hafenamt                                                           | Sunderweg 130 Karte                                    | Das ehemalige Verwaltungsgebäude der Hafenbehörde wurde 1899 im Stil der Neurenaissance nach Plänen von Stadtbaurat Friedrich Kullrich errichtet. Fertiggestellt wurde es zur Einweihung des Dortmunder Hafens durch Kaiser Wilhelm II. am 11. August 1899. Um 1939 wurde die eiserne Turmbekrönung wegen Baufälligkeit abgetragen und 1982–1983 rekonstruiert. Bis 1962 war es Verwaltungssitz der Dortmunder Hafen AG. | 1899            | 1990-01-29       | A 0427          |
| weitere Bilder | ehemalige Steinwache mit Gefängnis                                       | Steinstraße 48 Karte                                   | Das ehemalige Polizeidienstgebäude diente 1933–1945 als Gestapo-Gefängnis, nach 1945 wurde es wieder Polizeidienstgebäude, seit 1986 ist es Domizil des Auslandsinstitutes (RWAG). Die ehemalige Steinwache besteht aus dem Hauptgebäude von 1906 in Formen der Neurenaissance und des Neubarock und dem Erweiterungsbau mit Gefängnistrakt von 1926–1927 in den Formen des Neuen Bauens. Die ursprünglich in die Straßenzeile eingefügte Anlage der ehemaligen Steinwache besteht aus zwei Bauteilen: 1. Hauptgebäude (rechter Bauteil) von 1906; viergeschossiger Bau mit Natursteinfassade in Formen der Neurenaissance und des Neubarock; im Erdgeschoss Rundbogenfenster mit ornamentierten Gittern, in den drei Obergeschossen Rechteckfenster; seitlich ein schmaler Risalit mit strengem Schaugiebel 2. Erweiterungsbau mit Gefängnistrakt von 1926–1927; Der ebenfalls viergeschossige Bauteil ist im Erdgeschoss anpassend mit Natursteinquadern verkleidet und gibt sich mit den Rechteckfenstern betont sparsamer. Das schlichte Zellengebäude zeigt ausgeprägte Formen der 1920er Jahre mit waagerecht zusammengefassten Fensterbändern an den Traufseiten und großem Treppenhauslichtband an der Giebelseite. Der aus einem Erd- und zwei Obergeschossen sowie vier Fensterachsen bestehende, das Hauptgebäude mit dem Gefängnis verbindende Zwischentrakt wurde zeitgleich mit dem Gefängnisbau errichtet. Änderung der Denkmalliste am 12. Dezember 2008: Denkmalumfang: 1. Hauptgebäude 2. Gefängnis 3. Zwischentrakt 4. Mauer 5. Gefängnishof | 1906            | 1991-02-04       | A 0429          |
| weitere Bilder | Wasserturm im Bahnbetriebswerk Dortmund-Betriebsbahnhof                  | Werkmeisterstraße 77 Karte                             | Der Wasserturm aus Stahlbeton wurde 1940–1941 durch die Reichsbahndirektion Essen auf dem Betriebsbahnhof Dortmund errichtet, er versorgte die Dampflokomotiven mit Wasser. Dortmund war auch zu dieser Zeit wichtiger Einsatzort für Fernzüge. Die ersten sieben Geschosse des Turms dienten als Dienst- und Übernachtungsräume. Bei dem Wasserbehälter im darüberliegenden, hohen Behältergeschoss handelt es sich um einen Flachbodenbehälter. Mit der Elektrifizierung der Bahnstrecken in den 1950er und 1960er Jahren verlor die Dampfkraft ihre Bedeutung und damit die Wassertürme ihre Hauptfunktion. | 1940-1941       | 1991-03-18       | A 0431          |
| weitere Bilder | katholische Kirche St. Gertrudis                                         | Hackländer Platz 8 Rückertstraße 2 Karte               | Die Kirche wurde 1927–1928 durch die Dortmunder Architekten Jean Flerus und Josef Konert mit anschließendem Pfarrhaus errichtet. Stilistisch lässt sich der Bau dem Neoklassizismus bzw. Neobarock zuordnen. Nach teilweiser Zerstörung im Zweiten Weltkrieg wurde die Kirche mit veränderter Dachform wiederaufgebaut. 1958 erfolgten ein Sakristeianbau und die Neugestaltung des Giebels. Zwischen 1945 und 1954 erfolgte der Wiederaufbau des stark zerstörten Pfarrhauses. Der Denkmalumfang bezieht sich auf das äußere Erscheinungsbild von Pfarrhaus, Kirche und Mauer. | 1927–1928       | 1991-04-03       | A 0432          |
| weitere Bilder | Wohnhaus                                                                 | Clausthaler Straße 7 Karte                             | Das 1907 auf spitzwinkeligem Grundriss durch Heinrich Sander errichtete Wohnhaus mit Jugendstilfassaden wurde 1928 durch Ladeneinbauten verändert. | 1907            | 1991-07-24       | A 0456          |
| weitere Bilder | ehemalige Hauptverwaltung der Hoesch AG, heute Hoesch-Museum             | Eberhardstraße 12/14 Springorumstraße 3 Karte          | Zum Denkmalumfang gehören das ehemalige Bürogebäude, das 1912 errichtet und 1937 aufgestockt wurde, mit Portiershaus und Werkstor (im Osten), das anschließende Bürogebäude aus dem Jahr 1882, das 1995 um ein Stockwerk erhöht wurde, das große Bürogebäude, das 1912–1914 von den Architekten Hugo Steinbach und Paul Lutter errichtet und nach Beschädigung der Hauptfassade und Teilen des Seitenflügels 1948–1950 nach Plänen des Architekten Hermann Kessemeier wiederhergestellt wurde, und dem – etwas weiter westlich stehenden – Gästehaus der ehemaligen Westfalenhütte, das 1912–1914 ebenfalls nach Plänen von Steinbach und Lutter errichtet und nach Beschädigung durch Bombenangriffe Ende der 1940er Jahre wiederhergestellt wurde. | 1882            | 1992-01-16       | A 0523          |
| weitere Bilder | ehemaliges Fabrik- und Verwaltungsgebäude der Concordia Elektrizitäts-AG | Münsterstraße 231 Karte                                | Das Gebäude wurde 1916–1918 von dem Dortmunder Architekten Hugo Steinbach errichtet. Seine Haupt- und Seitenfront wurde 1955 mit einer neuen Fassade versehen und dabei Teile des Erdgeschosses umgestaltet. Das Gebäude dokumentiert die wichtige Phase zwischen Historismus und der modernen Architektur der 1920er Jahre sowie die Nachkriegsarchitektur der 1950er Jahre. | 1916–1918       | 1992-04-22       | A 0550          |
| weitere Bilder | zwei Portaldrehkräne mit Gleiskörper                                     | Franziusstraße (Kanalhafen / Petroleumhafen) Karte     | Die Portaldrehkräne mit Gleiskörper waren Bestandteil des 1899 eingeweihten Hafens. Ein Kran stammt aus dem Jahr 1906 und hat eine Tragkraft von 6000 kg, der andere stammt aus dem Jahr 1908 und hat eine Tragkraft von 5000 kg. Am 5. Dezember 2005 wurden die Kräne von der Speicherstraße zur Franziskusstraße transloziert. | 1906–1908       | 1992-05-14       | A 0551          |
| weitere Bilder | Wohnanlage Lutherblock                                                   | Flurstraße 37 Lutherstraße 18 Robertstraße 45–55 Karte | Der Häuserblock besteht aus acht Einzelgebäuden und wurde 1918–1919 von den Architekten Spenhoff und Heinrich Strunck erbaut, es war das erste Bauprojekt der 1918 gegründeten Dortmunder Gemeinnützigen Wohnungsgesellschaft. Geplant waren 64 Wohnungen für kinderreiche Familien. Das Wohnhaus Lutherstraße 18 wurde im Zweiten Weltkrieg teilweise zerstört und vereinfacht wiederaufgebaut. Die ca. fünf Meter tiefen Vorgärten sind Bestandteil des Denkmalumfangs. | 1918–1919       | 1992-06-22       | A 0556          |
| weitere Bilder | katholische Kirche St. Albertus Magnus                                   | Enscheder Straße 15 Karte                              | Die Kirche mit der monumentalen, verklinkerten Fassade wurde 1933 von den Architekten Adolf Ott und Paul Spiegel entworfen. Denkmalwert ist der gesamte zusammenhängende Baukörper auf dem Grundstück Enscheder Straße 15, sein Äußeres und sein konstruktives Eisenbeton-Gerüst (Binder-Konstruktion) ohne die innere Ausstattung. Das Bauwerk wurde durch eine Umnutzung im Inneren stark verändert. | 1933            | 1993-05-11       | A 0585          |
| weitere Bilder | Wohn- und Geschäftshaus                                                  | Robertstraße 48 Karte                                  | Das Gebäude wurde 1912 durch den Architekten Wilhelm van Koten errichtet. | 1912            | 1993-06-04       | A 0590          |
| weitere Bilder | Wohnhaus                                                                 | Oesterholzstraße 55–63 Karte                           | Die Wohnanlage wurde 1903–1904 von den Architekten Heinrich Düchting und Cäsar Jänisch im Auftrag des Spar- und Bauvereins als Dreiflügelanlage (in Anlehnung an den barocken Schlossbau) entworfen. Sie besteht aus fünf selbständigen Häusern. Die Fassadendekorationen zeigen überwiegend neobarocke Stilelemente, modifiziert durch Formzitate des Jugendstils. | 1903–1904       | 1993-06-17       | A 0592          |
| weitere Bilder | Wohn- und Geschäftshaus                                                  | Borsigstraße 68 Karte                                  | Das Wohn- und Geschäftshaus wurde 1913 im Stil der Reformarchitektur gebaut, Bauherr war der Stuckateurmeister Andreas Ludwig, Architekt war Carl von Ladiges. | 1913            | 1993-06-05       | A 0607          |
| weitere Bilder | katholische Kirche St. Antonius mit Gemeinde- und Wohnhaus               | Holsteiner Straße 21, 23, 33 Karte                     | Kirche und Pfarrhaus wurden 1907 nach Entwürfen des Mainzer Dombaumeisters Ludwig Becker im Auftrag der St.-Josef-Kirchengemeinde errichtet. 1912 wurde das Vereinshaus nach Entwurf des Architekten Josef Menke gebaut. Die 1911 errichtete Einfriedung steht mit Gittern, Tor und Gartenhäuschen unter Schutz. | 1907–1912       | 1993-11-09       | A 0664          |
| weitere Bilder | Wohn- und Geschäftshaus                                                  | Bornstraße 134 Mallinckrodtstraße 15 Karte             | Das Gebäude errichtete der Maurermeister und Bauunternehmer Julius Schmitt 1911 auf eigene Rechnung als Bestandteil des Schüchtermannblocks. Die Fassade an der Mallinckrodtstraße zeigt den Stil der Reformarchitektur. Die Fassade an der Bornstraße wurde im Zweiten Weltkrieg bis zur ersten Etage zerstört und 1947–1948 in vereinfachten Formen wiederaufgebaut. | 1911            | 1994-09-19       | A 0717          |
| weitere Bilder | Wohn- und Geschäftshaus                                                  | Borsigplatz 6 Karte                                    | Das Wohn- und Geschäftshaus wurde 1906 nach Plänen des Architekten Rudolf Lewe für den Bauunternehmer Albert Günther mit Fassadendekoration in dem Jugendstil verpflichteten Formen errichtet. 1953 wurde in den beiden rechten Achsen des Erdgeschosses ein Laden eingebaut. | 1906            | 1994-09-23       | A 0725          |
| weitere Bilder | Wohnhaus                                                                 | Braunschweiger Straße 7 Karte                          | Das Gebäude wurde 1908 im Auftrag des Zimmermeisters Wilhelm Kästner durch den Architekten Jean Hoffmanns errichtet. | 1908            | 1994-10-17       | A 0736          |
| weitere Bilder | Weichenbauhalle der ehemaligen Maschinenfabrik Deutschland               | Borsigstraße 20 Karte                                  | Die Weichenbauhalle wurde 1913 errichtet und 1923 um ca. 60 Meter in westlicher Richtung verlängert; erhalten blieb nur der Erweiterungsbau von 1923. Zum Denkmalumfang gehört auch der westliche massive Hallengiebel. | 1923            | 1998-09-09       | A 0877          |
| weitere Bilder | katholische Kirche St. Michael                                           | Westerbleichstraße 42–48 Karte                         | Zu dem denkmalgeschützten Bereich gehören die Außenarchitektur und das konstruktive Innengerüst der Kirche St Michael (1913–1914 nach Entwurf von Josef Franke), die Außenarchitektur des Pfarrhauses aus dem Jahr 1926, der von Arkadensteilungen begrenzte Vorplatz aus dem Jahr 1926 und der Straßentrakt des Leohauses von 1926. | 1913–1914, 1926 | 2001-11-07       | A 0933          |
| weitere Bilder | Wohn- und Geschäftshaus                                                  | Stollenstraße 6 Karte                                  | Das Gebäude wurde 1905 und 1906 für den Bauunternehmer Heinrich Sander nach eigenen Plänen mit Fassadenschmuck in spätbarock-klassizistischem Design gebaut. | 1905–1906       | 2002-02-04       | A 0937          |
| weitere Bilder | Wohn- und Geschäftshaus                                                  | Stahlwerkstraße 28–32 (gerade) Karte                   | Die Wohnanlage, die aus drei Gebäuden besteht, wurde 1902 im Auftrag des Anstreichermeisters Franz Lubbe vom Architekten P. Winzer entworfen. | 1902            | 2002-05-08       | A 0940          |
| weitere Bilder | Hoeschpark                                                               | Brackeler Straße 60 Karte                              | 1937 erfolgte nach den ersten Planungen des Düsseldorfer Landschaftsarchitekten Josef Buerbaum (1877–1961) und des Düsseldorfer Architekten Karl Haake der erste Spatenstich für diese werkseigene Sportanlage mit Park für die Hoesch AG. Nach Ende des Zweiten Weltkriegs begann der zweite Bauabschnitt, der die bisher stark militärisch anmutende Anlage zugunsten sozialer Einrichtungen modifizierte. Zum Denkmalumfang gehören die Toranlage mit Kassenhäuschen (1955–1956) und Toilettenhäuschen und Torpfeilern (1939–1941), der Altbau des Kindergartens (1949–1950), das zweigeschossige Sanitärgebäude (1951), die Treppenanlage mit seitlichen Pavillons als Zugang zu den beiden Stadien (1939–1940), die Stadien mit Radrennbahn, Stehtribünen und Umkleide- und Sanitärräumen (1939–1940), die Tennisplätze mit Mauern, die ehemalige Zugangssituation und Tribünen (1941), das Schwimmbecken (1952), das Betriebs- und Funktionsgebäude des Freibads (1952), der ehemalige Trinkbrunnen (1953) und die Skulptur eines Tritons mit Kindern (1953). | ab 1937         | 2006-08-02       | A 0997          |
| weitere Bilder | Wohnhaus                                                                 | Braunschweiger Straße 14 Karte                         | Das Wohnhaus wurde 1911 bis 1912 vom Zimmermeister Wilhelm Köstner nach Plänen des Architekten Jean Hoffmanns errichtet. Es besitzt neobarockes Dekor, unter Einfluss der Reformtendenzen des Werkbundes vereinfacht und vergröbert. Der Denkmalumfang besteht aus Außenarchitektur und konstruktivem Innengerüst aus der Erbauungszeit. | 1911–1912       | 2008-07-14       | A 1039          |
| weitere Bilder | Wohnhaus                                                                 | Braunschweiger Straße 1 Karte                          | Das Mietwohnhaus wurde 1905 nach Plänen des Bauunternehmers Heinrich Sander gebaut. Die Häuser der Braunschweiger Straße wurden als Spekulationsobjekte zur Vermietung an Arbeiter errichtet. Sie zeigen die hiefür typische „Fassadenarchitektur“ und ein Dekor teils mit Einflüssen des Jugendstils, teils des reformierten Bauens. Der Denkmalumfang des Gebäudes umfasst Außenarchitektur und konstruktives Innengerüst aus der Erbauungszeit. | 1905            | 2008-08-25       | A 1041          |
| weitere Bilder | Wohnhaus                                                                 | Braunschweiger Straße 10 Karte                         | Das Mietwohnhaus wurde 1910 bis 1911 nach Plänen des Architekten Jean Hoffmanns für den Zimmerermeister Wilhelm Köstner gebaut. Die Häuser der Braunschweiger Straße wurden als Spekulationsobjekte zur Vermietung an Arbeiter errichtet. Sie zeigen die hiefür typische „Fassadenarchitektur“ und ein Dekor teils mit Einflüssen des Jugendstils, teils des reformierten Bauens. Der Denkmalumfang des Gebäudes umfasst Außenarchitektur und konstruktives Innengerüst aus der Erbauungszeit. | 1910–1911       | 2008-08-25       | A 1042          |
| weitere Bilder | Wohnhaus                                                                 | Braunschweiger Straße 17 Karte                         | Das Mietwohnhaus wurde 1912 nach Plänen des Architekten Jean Hoffmanns für den Zimmerermeister Wilhelm Köstner errichtet. Die Häuser der Braunschweiger Straße wurden als Spekulationsobjekte zur Vermietung an Arbeiter errichtet. Sie zeigen die hiefür typische „Fassadenarchitektur“ und ein Dekor teils mit Einflüssen des Jugendstils, teils des reformierten Bauens. Bei den Häusern 13 bis 17 geht der Fassadenschmuck über mehrere Gebäude. Der Denkmalumfang des Gebäudes umfasst Außenarchitektur und konstruktives Innengerüst aus der Erbauungszeit. | 1912            | 2008-08-25       | A 1043          |
| weitere Bilder | Wohnhaus                                                                 | Braunschweiger Straße 22 Karte                         | Das Mietwohnhaus wurde 1904 bis 1905 durch den Zimmerermeister Wilhelm Köstner gebaut. Als Bauleiter fungierte der Maurermeister Ernst Stephan. Die Häuser der Braunschweiger Straße wurden als Spekulationsobjekte zur Vermietung an Arbeiter errichtet. Sie zeigen die hiefür typische „Fassadenarchitektur“ und ein Dekor teils mit Einflüssen des Jugendstils, teils des reformierten Bauens. Der Denkmalumfang des Gebäudes umfasst Außenarchitektur und konstruktives Innengerüst aus der Erbauungszeit sowie das Treppenhaus. | 1904–1905       | 2008-08-25       | A 1044          |
| weitere Bilder | Wohnhaus                                                                 | Braunschweiger Straße 23 Karte                         | Das Wohn- und Geschäftshaus wurde 1904 bis 1905 durch den Zimmerermeister Wilhelm Köstner gebaut. Die Häuser der Braunschweiger Straße wurden als Spekulationsobjekte zur Vermietung an Arbeiter errichtet. Sie zeigen die hiefür typische „Fassadenarchitektur“ und ein Dekor teils mit Einflüssen des Jugendstils, teils des reformierten Bauens. Der Denkmalumfang des Gebäudes umfasst Außenarchitektur und konstruktives Innengerüst aus der Erbauungszeit. | 1904–1905       | 2008-08-25       | A 1045          |
| weitere Bilder | Wohnhaus                                                                 | Braunschweiger Straße 8 Karte                          | Das Mietwohnhaus wurde 1910 bis 1911 nach Plänen des Architekten Jean Hoffmanns für den Zimmerermeister Wilhelm Köstner gebaut. Die Häuser der Braunschweiger Straße wurden als Spekulationsobjekte zur Vermietung an Arbeiter errichtet. Sie zeigen die hiefür typische „Fassadenarchitektur“ und ein Dekor teils mit Einflüssen des Jugendstils, teils des reformierten Bauens. Der Denkmalumfang des Gebäudes umfasst Außenarchitektur und konstruktives Innengerüst aus der Erbauungszeit. | 1910–1911       | 2008-09-01       | A 1046          |
| weitere Bilder | Wohnhaus                                                                 | Braunschweiger Straße 19 Karte                         | Das Mietwohnhaus wurde 1904 bis 1905 vom Zimmermeister Wilhelm Köstner vermutlich nach eigenen Plänen gebaut. Die Häuser der Braunschweiger Straße wurden als Spekulationsobjekte zur Vermietung an Arbeiter errichtet. Sie zeigen die hiefür typische „Fassadenarchitektur“ und ein Dekor teils mit Einflüssen des Jugendstils, teils des reformierten Bauens. Der Denkmalumfang des Gebäudes umfasst Außenarchitektur ohne Erdgeschoss (wurde verändert) und konstruktives Innengerüst. | 1904–1905       | 2008-10-06       | A 1047          |
| weitere Bilder | Wohnhaus                                                                 | Braunschweiger Straße 21 Karte                         | Das Wohnhaus wurde 1905 durch den Zimmerermeister Wilhelm Köstner gebaut. Die Häuser der Braunschweiger Straße wurden als Spekulationsobjekte zur Vermietung an Arbeiter errichtet. Sie zeigen die hiefür typische „Fassadenarchitektur“ und ein Dekor teils mit Einflüssen des Jugendstils, teils des reformierten Bauens. Der Denkmalumfang des Gebäudes umfasst Außenarchitektur und konstruktives Innengerüst aus der Erbauungszeit. | 1905            | 2008-10-13       | A 1048          |
| weitere Bilder | Wohnhaus                                                                 | Braunschweiger Straße 24 Karte                         | Das Wohnhaus wurde 1904 durch den Zimmerermeister Wilhelm Köstner gebaut. Die Häuser der Braunschweiger Straße wurden als Spekulationsobjekte zur Vermietung an Arbeiter errichtet. Sie zeigen die hiefür typische „Fassadenarchitektur“ und ein Dekor teils mit Einflüssen des Jugendstils, teils des reformierten Bauens. Der Denkmalumfang des Gebäudes umfasst Außenarchitektur ohne Erdgeschoss (wegen Veränderung) und konstruktives Innengerüst aus der Erbauungszeit. | 1904            | 2008-10-20       | A 1049          |
| weitere Bilder | Fredenbaumpark                                                           | Westerholz 34 Karte                                    | Der Fredenbaumpark war ursprünglich ein Wald, dessen Forstwege zur Erholung genutzt wurden. Der denkmalgeschützte Bereich erhielt seine Prägung durch die Planung nach einem Wettbewerb von 1899 und wurde in den 1920er Jahren durch Gartendirektor Nose ergänzt. | 1899 (Prägung)  | 2024-04-15       | A 1065          |